# Филонов, Владимир Иванович
Влади́мир Ива́нович Фило́нов (род. 4 августа 1952) — советский легкоатлет, специалист по стипльчезу. Выступал на всесоюзном уровне в 1970-х годах, трёхкратный чемпион СССР в 3000-метровом стипльчезе, многократный призёр первенств всесоюзного и всероссийского значения, участник чемпионата Европы в Праге. Представлял Московскую область, спортивные общества «Труд» и «Динамо».

## Биография
Владимир Филонов родился 4 августа 1952 года. Занимался лёгкой атлетикой в Московской области, выступал за спортивные общества «Труд» и «Динамо».
Дебютировал на международном уровне в сезоне 1970 года, когда вошёл в состав советской сборной и выступил на впервые проводившемся юниорском европейском первенстве в Париже, где в зачёте бега на 2000 метров с препятствиями занял итоговое седьмое место.
В 1973 году в беге на 1500 метров победил на соревнованиях в Подольске, в беге на 3000 метров с препятствиями был лучшим в Краснодаре.
В 1974 году вновь выиграл стипльчез в Подольске.
В 1975 году стал бронзовым призёром в состязаниях по стипльчезу в Сочи.
В 1976 году в беге на 3000 метров с препятствиями одержал победу на чемпионате СССР в Киеве, с личным рекордом 8:23.4 превзошёл всех соперников на соревнованиях в Подольске, взял бронзу на международном старте в Варшаве.
В 1977 году стал вторым в матчевой встрече со сборной ФРГ в Сочи, третьим в матчевой встрече со сборными ГДР и Польши в Карл-Маркс-Штадте, первым в матчевой встрече со сборной США в Сочи. Помимо этого, финишировал вторым в полуфинале Кубка Европы в Лондоне, пятым на чемпионате СССР в Москве и шестым в финале Кубка Европы в Хельсинки.
В 1978 году на зимнем чемпионате СССР в Москве победил в беге на 2000 метров с препятствиями, установив при этом всесоюзный рекорд в данной дисциплине — 5.28,0. Позднее в беге на 3000 метров с препятствиями выиграл бронзовую медаль на международном старте в Дортмунде, получил серебро в Подольске. Благодаря череде удачных выступлений удостоился права защищать честь страны на чемпионате Европы в Праге — на предварительном квалификационном этапе показал результат 8:39.0, чего оказалось недостаточно для выхода в финальную стадию. В завершение сезона победил на чемпионате СССР в Тбилиси и на международном старте в Бухаресте.
В 1980 году завоевал золотую награду на чемпионате СССР в Донецке.